# Ferdinando Mezzasoma
Fernando Mezzasoma (Rome, 3 août 1907 - Dongo, 28 avril 1945) était un journaliste et homme politique fasciste italien.

## Biographie
Ferdinando Mezzasoma fils de petits bourgeois Pérousains est né à Rome; depuis la fin de son adolescence, il doit contribuer au revenu de la famille et exerce divers emplois avant d'achever des études en comptabilité.
Devenu secrétaire de l'avocat Amedeo Fani, il intègre la bureaucratie de l'État en 1929, quand Fani est sous-secrétaire au Ministère des affaires étrangères de Dino Grandi.
En 1931, il rejoint les rangs de Parti national fasciste (PNF) et ensuite secrétaire de la section de Pérouse du  Gruppo Universitario Fascista (GUF), l'organisation étudiante fasciste.
En 1932, Ferdinando Mezzasoma devient un des leaders du PNF de Pérouse jusqu'en 1935. Il commence à écrire pour des magazines officiels, comme Dottrina Fascista et Roma Fascista, généralement sous le nom de plume « Diogene ».
Éditeur d' « Assalto » en 1934, il devient codirecteur de la publication du GUF « Libro e moschetto » (livre et mousqueton, ce titre faisant référence à un slogan forgé par Mussolini ; Libro e moschetto, fascista perfetto); en 1937, il publie Essenza dei GUF, un volume de propagande distribué dans tout le réseau de l'organisation de la jeunesse fasciste.
Secrétaire national adjoint de la FSM en 1935, il rejoint la direction du PNF en janvier 1937 et devient Secrétaire adjoint le 23 février 1939.
Lorsque l'Italie entre en guerre dans l' Axe, il se porte volontaire pour la 7e Division d'artillerie.
En 1942, il quitte l'armée pour devenir directeur de la presse italienne jusqu'en 1943.
Contrairement à plusieurs personnalités du gouvernement Mussolini, il n'adhère pas à l'Ordre du jour Grandi, destituant Mussolini et lui reste fidèle lors de la fondation de la République sociale italienne sous l'égide de l'Allemagne nazie. Il est nommé Ministre de la culture populaire de Mussolini et occupe ce poste jusqu'au 28 avril 1945, date de l'effondrement de la République de Salo.
Son chef de cabinet, Giorgio Almirante, dirige après-guerre du parti néo-fasciste Mouvement Social Italien.
Le 19 avril 1945 il se sépare de ses collaborateurs et se prépare à rejoindre la Suisse avec les hiérarques fascistes.
La colonne de véhicules est stoppée le 28 avril 1945 à Dongo, au nord-ouest du lac de Côme par un barrage de partisans.
Fusillé le jour même, avec d'autres hiérarques fascistes, son cadavre, pendu par les pieds fut exposé à la vindicte de la foule à côté de celui de Mussolini et de Claretta Petacci à piazzale Loreto, à Milan, les jours suivants .